# Philip Kotler

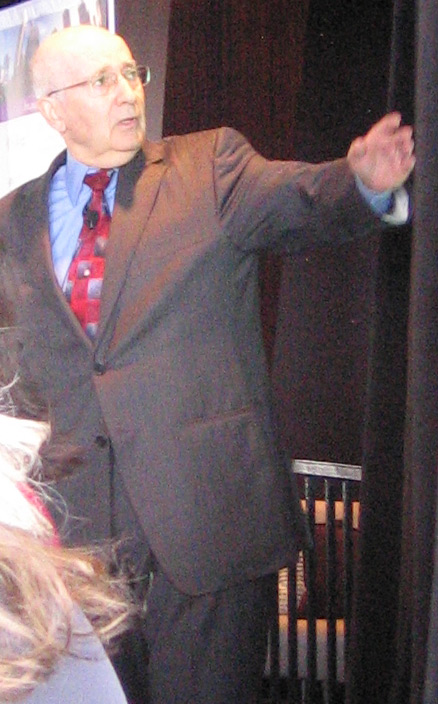
Philip Kotler (2007)

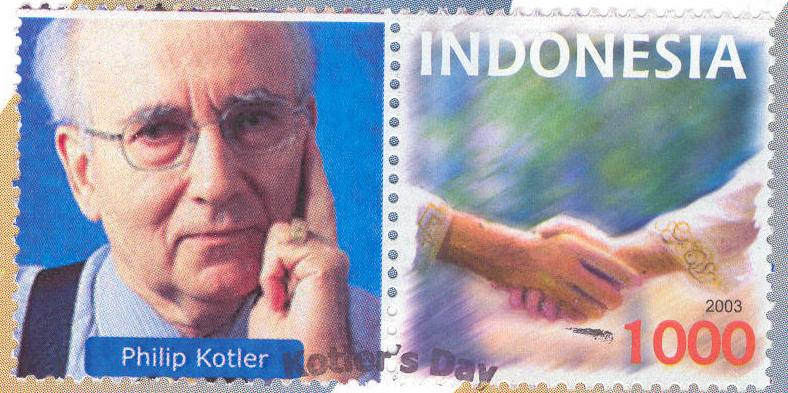
Anlässlich seines 75. Geburtstag wurde Ihm zu Ehren in Indonesien eine Briefmarke erstellt

Philip Kotler (* 27. Mai 1931 in Chicago) ist ein amerikanischer Wirtschaftswissenschaftler und Professor für Marketing an der Kellogg School of Management der Northwestern University. Er gilt als Begründer der modernen Marketinglehre und sein 1967 erschienenes Buch Marketing Management gehört zur Standardliteratur in der universitären Ausbildung.

## Biografie
Philip Kotler wurde als Sohn von russisch-ukrainischen Immigranten, die als Teenager emigrierten und sich in Chicago niederließen, geboren. Kotler war der älteste ihrer drei Söhne. Er ist verheiratet und Vater von drei Töchtern.
Er studierte Wirtschaftswissenschaft an der University of Chicago unter dem renommierten Ökonomen Milton Friedman und schloss sein Studium mit dem Master-Grad ab. Im Anschluss daran promovierte er am Massachusetts Institute of Technology und erwarb den Ph.D. Grad unter dem Nobel-Preis gewinnenden Ökonomen Paul Samuelson.
Darauf folgten Aufenthalte als Post Doctoral Fellow zum Studium der Mathematik an der Harvard University und zum Studium der Sozialwissenschaft an der University of Chicago.
Auf dem Gebiet des Marketings hat sich Kotler weltweit als führende Autorität profiliert. Er gehörte dem Vorstand des College of Marketing im Institute of Management Science (TIMS) an, war Direktor der American Marketing Association, Beirat des Marketing Science Institute und als Direktor bei „The MAC-Group“ tätig.
Seit 1962 unterrichtet er als „Professor of International Marketing“ an der Kellogg School of Management der Northwestern University in Evanston (Illinois).
Neben seiner Tätigkeit als Dozent und Publizist ist Philip Kotler in der Kotler Marketing Group (KMG) tätig. Die KMG ist ein weltweit tätiges Marketing-Consulting-Unternehmen.

## Bedeutung im Marketing
Als Kotler begann, sich mit Marketing zu befassen, war dieses vorwiegend auf Verkäufe, Werbung und Einzelhandel fokussiert. Mit einer Umstrukturierung des Marketings wollte er dieses Fachgebiet wissenschaftlicher und entscheidungsorientierter gestalten.
Sein 1967 erschienenes Marketing-Lehrbuch "Marketing Management" baute er auf den Grundlagen von Mathematik, Volkswirtschaft, Sozialwissenschaft und Organisationstheorie auf. "Marketing Management", welches heute in der 16. Auflage existiert, gilt als eines der Marketing-Hauptwerke in der universitären Marketingausbildung, wurde in mehr als 25 Sprachen übersetzt und wird von der Financial Times als eines der wichtigsten 50 Business Bücher aller Zeiten gelistet.
Es erschien eine Reihe von Büchern, in denen er seine Marketing-Konzepte in den Bereichen Kunst, Spendenmarkt, Religion und speziell geographischen Regionen anwendete. Es folgte die Ausweitung dieser Konzepte auf Regierungen und Non-Profit-Organisationen zur Berücksichtigung und Gestaltung der Bedürfnisse der zukünftigen Generationen.

## Ehrungen
- 1978 Paul-D.-Converse-Preis der American Marketing Association für hervorragende wissenschaftliche Beiträge zum Marketing
- 1983 Stewart-Henderson-Brit-Preis als Marketer des Jahres
- 1985 Erster Empfänger des von der American Marketing Association neu geschaffenen „Distinguished Marketing Educator Award“
- 1985 Erster Empfänger des neu von der Academy for Health Service Marketing gegründeten „Philip Kotler Award for Excellence in Health Care Marketing“ Preis
- 1989 Charles Coolidge Parlin Award, mit dem jährlich eine führende Persönlichkeit im Marketing geehrt wird
- 1995 die „Sales and Marketing Executives International (SMEI)“ ernennt ihn zum „Marketer des Jahres“
- 2002 „Marketing Educator of the Year“-Preis von der Academy of Marketing Science

Er erhielt den „Price for Marketing Excellence“ durch die European Association of Marketing Consultants and Sales Trainers und verschiedene Ehrungen als Ehrendoktor, so zum Beispiel von der DePaul University, Universität Stockholm, Universität Zürich, Nationalen und Kapodistrias-Universität Athen, Jagiellonen-Universität Krakau, Universität Wien, Lorand-Eötvös-Wissenschaftsuniversität Budapest, Universität Bukarest, Universität Kiew, Universität Santo Domingo, HEC Paris und der Handelshochschule Leipzig.

## Ausgewählte Schriften
Deutschsprachige Bücher, nach Erscheinungsdatum sortiert:
- Philip Kotler, Hermawan Kartajaya, Iwan Setiawan: Marketing 5.0. Technologie für die Menschheit / Campus Verlag / Frankfurt am Main 2021, ISBN 978-3-59351-480-2
- John A. Caslione, Philip Kotler: Chaotics. Management und Marketing für turbulente Zeiten. mi-Wirtschaftsbuch, München 2009, ISBN 978-3-86880-024-1
- Marketing-Management: Strategien für wertschaffendes Handeln / Friedhelm Bliemel, Kevin Lane Keller, Philip Kotler / Zwölfte Auflage / Pearson Studium / Februar 2007 / ISBN 3-8273-7229-1
- Grundlagen des Marketing / Gary Armstrong, Philip Kotler, John Saunders, Veronica Wong / Fünfte Auflage / Pearson Studium / 2010 (2011) / ISBN 978-3-86894-014-5
- Marketing-Management: Strategien für wertschaffendes Handeln / Philip Kotler, Friedhelm Bliemel, Kevin Lane Keller / Zwölfte Auflage / Pearson Studium / 2007 / ISBN 978-3-82737-229-1 (Inhaltsübersicht (PDF; 24 S.))
- Laterales Marketing für echte Innovationen: Auf Abwegen zum Erfolg / Fernando Trias de Bes, Philip Kotler / Campus Verlag / März 2005 / ISBN 3-593-37566-4
- FAQ’s zum Marketing: Was Sie über Marketing wissen sollten / Philip Kotler / Hanser Fachbuchverlag / März 2005 / ISBN 3-446-40027-3
- Die 10 Todsünden im Marketing: Fehler vermeiden, Lösungen finden / Philip Kotler / Econ Verlag / Februar 2005 / ISBN 3-430-15497-9
- Kotlers Marketing Guide: Die wichtigsten Ideen und Konzepte / Philip Kotler / Campus Verlag / Februar 2004 / ISBN 3-593-37302-5
- Marketing der Zukunft: Mit 'Sense and Response' zu mehr Wachstum und Gewinn / Dipak Jain, Suvit Maesincee, Philip Kotler / Campus Verlag / 2002 / ISBN 3-593-37077-8
- Social Marketing / Alan Andreasen, Wilfried Mödinger, Philip Kotler / Schäffer-Poeschel Verlag / September 2001 / ISBN 3-7910-1760-8
- Marketing: Märkte schaffen, erobern und beherrschen / Philip Kotler / Dritte Auflage / Econ Verlag / September 1999 / ISBN 3-430-15664-5
- Standort-Marketing / Donald Haider, Philip Kotler Irving Rein / Econ Verlag / 1994 / ISBN 3-430-15653-X